# Історична географія первинного видобутку срібла
Історична географія первинного видобутку срібла
Джерела отримання першого срібла достеменно не з’ясовані. Згідно з одними припущеннями (Т. Вертайм, Р. Форбес) металургія срібла виникла у зв’язку з видобутком свинцю із сполук, де ці метали були разом. Найдавніші рудники з видобутку срібла виявлені на сході Малої Азії, де воно вилучалося із свинцевих руд. На думку О. Лукаса, перше срібло потрапило в руки людини у вигляді самородних золотосрібних сплавів із вмістом золота менше 50%. У природі на чисте самородне срібло натрапляють  зрідка (навіть порівняно із золотом), причому срібні самородки (іноді значних розмірів) залягають здебільшого в глибинних зонах рудних родовищ, що майже виключає наявність багатих срібних розсипів і потребує розробки руд в гірських масивах.
Організацію масштабних гірничих робіт із освоєння родовищ срібла приписують шумерам і датують першою половиною III тис. до Р.Х. Експлуатувалися родовища Південного Кавказу, Ірану, Малої Азії. Цікаво, що в стародавній шумерській поемі „Енмеркар і правитель Аратти” (середина III тис. до Р.Х.) згадується про постачання в Месопотамію із „розташованої за сімома узгір’ями” країни Аратти срібла, золота, електруму , лазуриту й „гірського каміння з їх гір”. Згідно з описами, місце розташування Аратти могло бути на території Вірменського нагір’я. Знайдений в Еблі (сучасне м. Тель-Мардих, Сирія) унікальний клинописний архів XXIV ст. до Р.Х. свідчить про сталий імпорт благородних металів з Південного Кавказу. У Єгипет, у якого власних родовищ срібла не було, „метал Місяця” (або „біле золото”) надходив здебільшого з Месопотамії та Малої Азії, причому його вартість довгий час була вищою за золото . У Східному Середземномор’ї срібло було відоме з середини III тис. до Р.Х., куди воно потрапляло зі Сходу, а вже за кілька століть почалася розробка срібла на західних родовищах Середземноморського рудного поясу.